# Partinium
Partinium ist eine Aluminiumlegierung.

## Bestandteile
Die Legierung besteht aus 88,5 % Aluminium, 7,4 % Kupfer, 1,7 % Zink, 1,1 % Silicium und 1,3 % Eisen (die Mengenangaben sind je nach Quelle abweichend). Sie ist sehr leicht, fest und dehnbar und wurde erstmals in Frankreich (in leicht abweichender Zusammensetzung mit Wolfram und Magnesium) für Fahrräder und Automobilteile verwendet – so auch 1899 für das Rekordfahrzeug La Jamais Contente.
Nach Angaben der Berg- und hüttenmännischen Zeitung (Band 60) von 1901 stellten die Usines de Partinium in Paris diese Legierung her. Benannt ist sie nach ihrem Erfinder G.H. Partin.